# Thalia Theater (Hamburg)

Logo des Thalia Theaters Hamburg

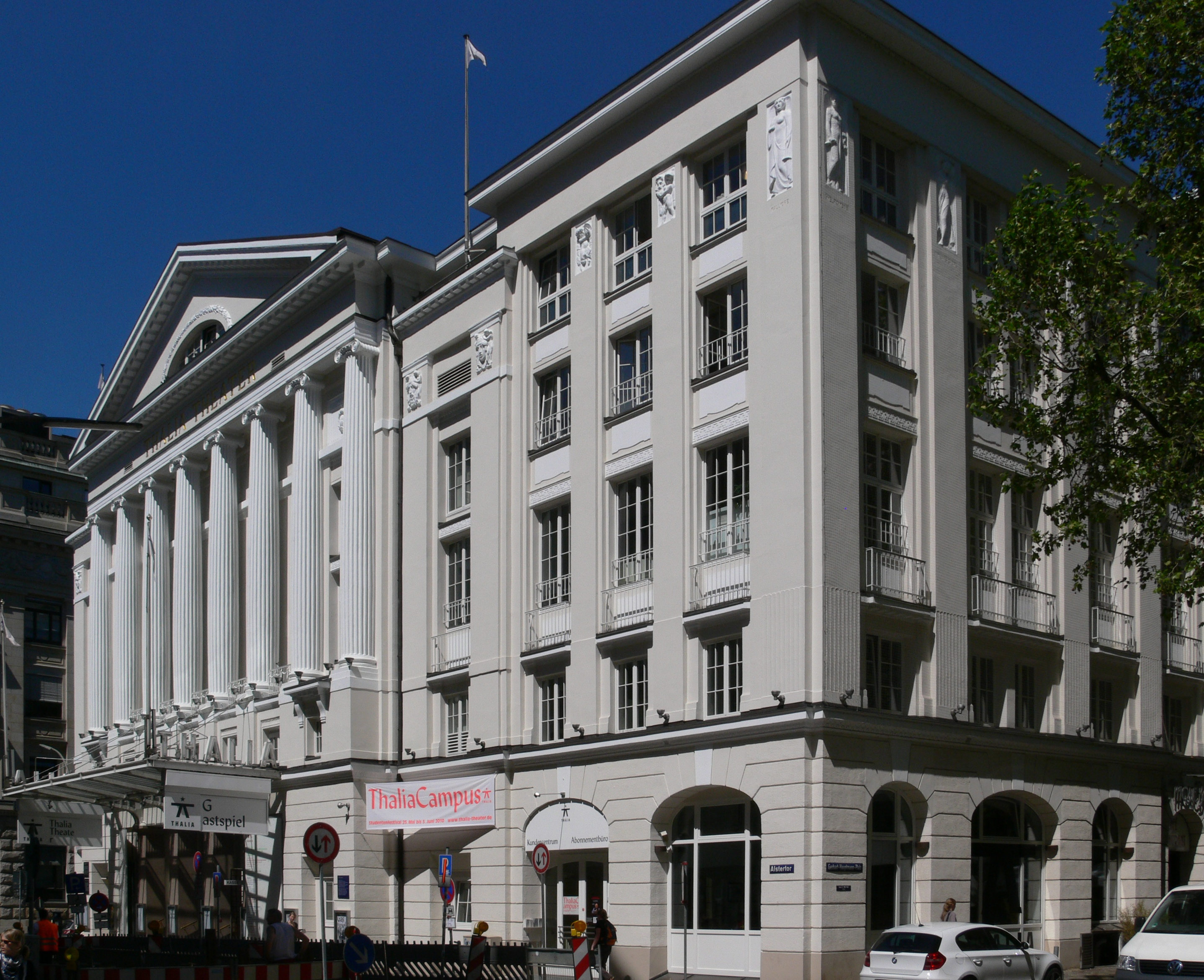
Fassade des Thalia Theaters Hamburg

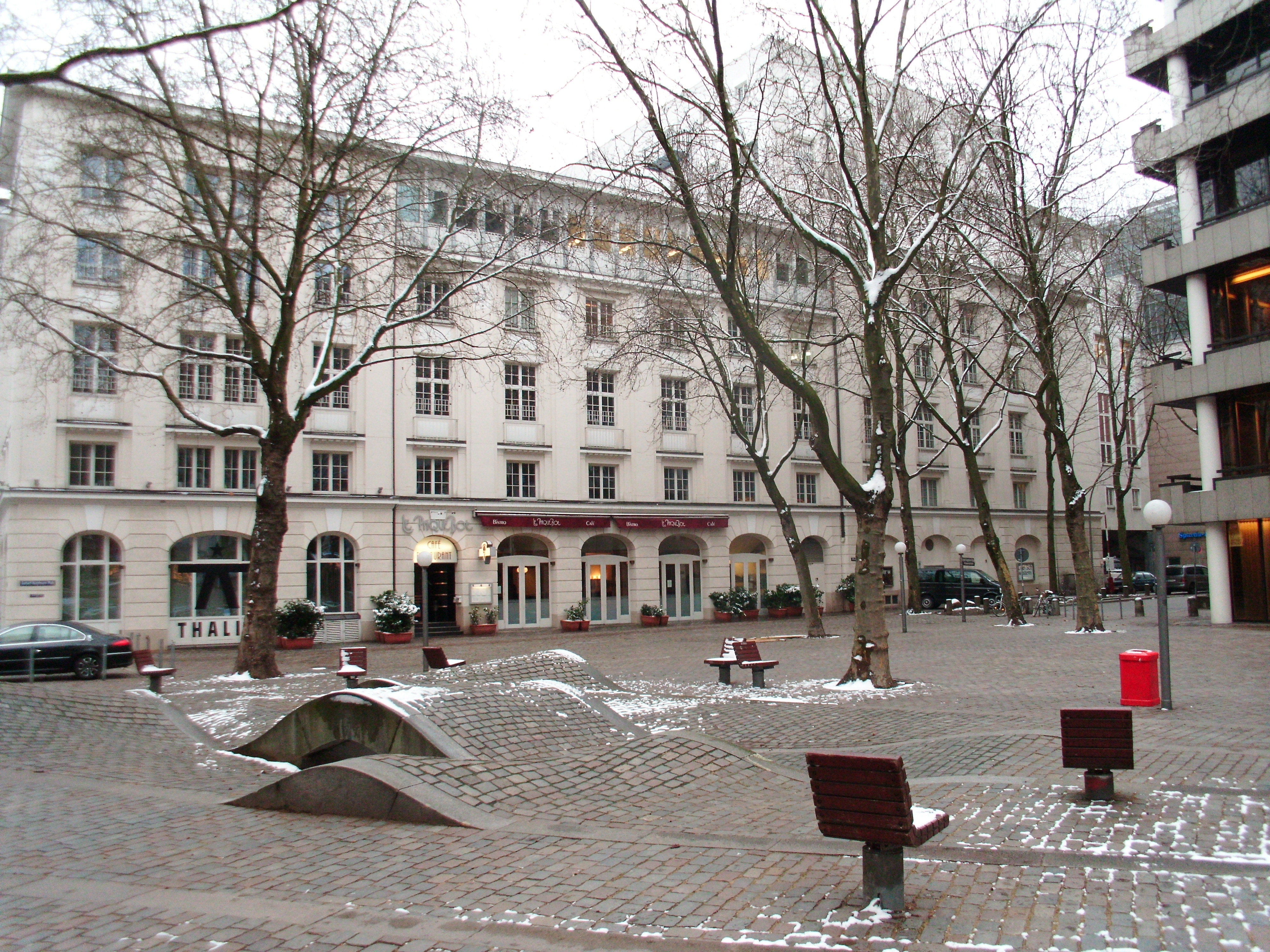
Seitenfassade des Thalia Theaters Hamburg (vom Gerhart-Hauptmann-Platz aus gesehen)

Das Thalia Theater, genauer Thalia Theater GmbH, ist eines der drei Hamburger Staatstheater. Das Große Haus am Alstertor in der Hamburger Altstadt fasst rund 1000 Zuschauer. Das Repertoire umfasst etwa 20 Produktionen, die täglich wechselnd oder in Blöcken gespielt werden. Pro Spielzeit gibt es etwa neun Premieren im Großen Haus, dazu kommen etwa sechs Premieren im Thalia Gaußstraße in Altona.

## Geschichte

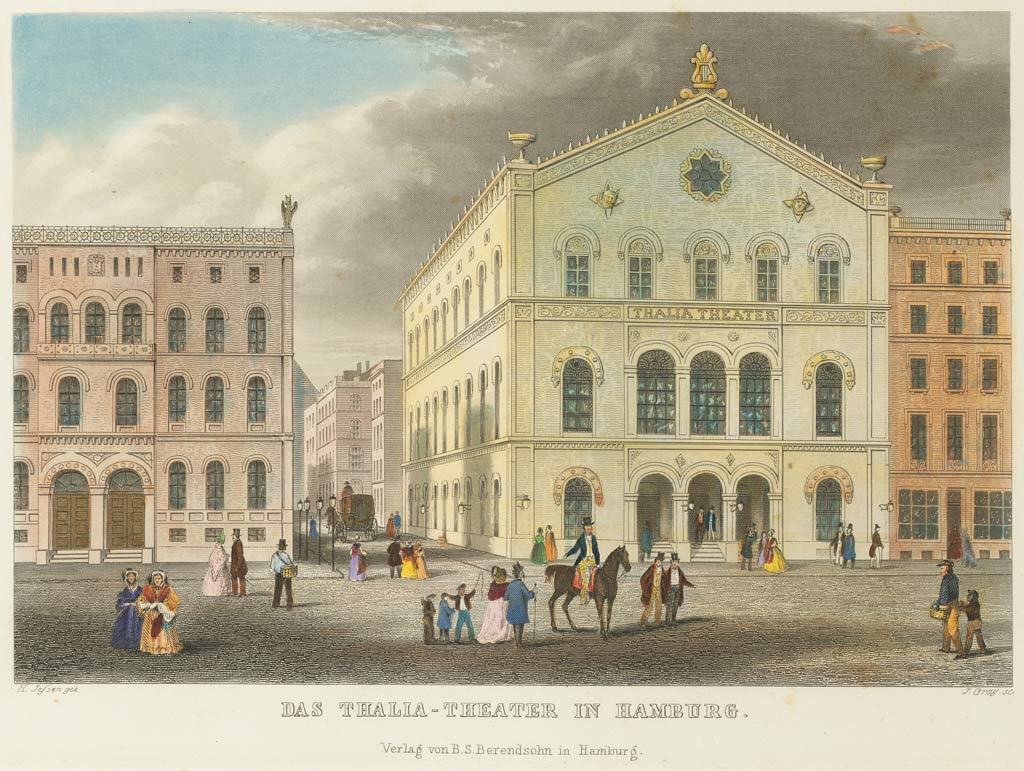
Das alte Thalia-Theater um 1860

Das alte Gebäude des Thalia Theaters wurde von den Architekten Franz Georg Stammann und Auguste de Meuron konzipiert und 1843 errichtet. Dieser Bau stand dem heutigen Bau gegenüber (heute steht dort der Thaliahof). Am 9. November 1843 gründete Chéri Maurice (eigentlich Charles M. Schwartzenberger) mit der Theaterlizenz der verstorbenen Witwe Handje das Thalia Theater. Als Namen wählte sich Schwartzenberger Thalia, die Muse der komischen Dichtung und Unterhaltungskunst; des Weiteren ist Thalia aber auch eine der drei Grazien.
1894 erwarb Bernhard Pollini das Theater, seine Erben wandelten es 1907 in eine GmbH um. Unter der Leitung des Regisseurs Leopold Jessner wurde 1912 der neoklassizistische Neubau am Pferdemarkt, heute: Gerhart-Hauptmann-Platz, (Architekten Lundt & Kallmorgen) mit 1300 Plätzen eröffnet. 1927 war der später weltberühmte Schauspieler Peter Lorre (Laszlo Löwenstein) Schauspieler am Theater. Der Direktion von Hermann Röbbeling, der seit 1915 im Amt war, folgte 1932 Erich Ziegel. Von 1934 bis 1942 übernahm Paul Mundorf die Leitung des Hauses, bis 1936 gemeinsam mit Erich Kühn, danach zusammen mit Ernst Leudesdorff. Im Jahre 1937 wurde das Thalia Theater verstaatlicht. Von 1942 bis 1945 hatte Robert Meyn die Leitung des Hauses inne. 1945 wurde es durch Bombenangriffe zerstört. Eine provisorische Wiedereröffnung mit Was ihr wollt von William Shakespeare erfolgte 1946 unter der Intendanz von Willy Maertens (1945–1964).
Unter Maertens Leitung erfolgte am 3. Dezember 1960 auch die Eröffnung des restaurierten Hauses mit dem Stück Die heilige Johanna von George Bernard Shaw. Die Innenausstattung des Architekten Werner Kallmorgen gilt als hervorragendes Beispiel der Nachkriegsmoderne.
Auf die Intendanz von Kurt Raeck (1964–1969) folgte Boy Gobert. Unter seiner Leitung (bis 1980) öffnete sich das Thalia dem zeitgenössischen Regietheater. Gobert holte Regisseure wie Peter Zadek, Hans Neuenfels und Jürgen Flimm und die Theaterfotografin Rosemarie Clausen. 1972 wurde mit dem TiK – Thalia in der Kunsthalle eine zweite Spielstätte eröffnet. Von 1980 bis 1985 war Peter Striebeck Intendant. Es folgte Jürgen Flimm, der das Haus 15 Jahre lang erfolgreich leitete. Das Thalia war und ist noch (2005) das wirtschaftlich erfolgreichste staatliche Sprechtheater Deutschlands.
Im Sommer 2000 übernahm Ulrich Khuon das Thalia Theater, unter dessen Leitung es in den Jahren 2003 und 2007 in der Jahresumfrage der Zeitschrift Theater heute zum Theater des Jahres gewählt wurde. Er engagierte so namhafte Regisseure wie Andreas Kriegenburg (den er als Oberspielleiter ans Haus holt), Michael Thalheimer (dessen Erfolgsinszenierungen Liliom, Liebelei und Lulu zu zahlreichen Festivals und Gastspielen eingeladen werden), Stephan Kimmig, Martin Kušej, Jürgen Kruse und Tomaž Pandur. Auf dem Spielplan stehen zum einen Klassiker und moderne Klassiker von Autoren wie Shakespeare, Schiller, Wedekind, Molnár, Ibsen und Schnitzler, zum anderen werden Stücke zeitgenössischer Autoren wie Dea Loher, Gesine Dankwart, Conor McPherson, Moritz Rinke, Fritz Kater, Lukas Bärfuss oder Jon Fosse gezeigt und zur Uraufführung gebracht.
Am Thalia Theater haben Regisseure wie Peter Sellars, Ruth Berghaus, Robert Wilson, Tomaž Pandur und Andreas Kriegenburg gearbeitet. Weltweiten Erfolg hatte Robert Wilson mit seinen Musicals The Black Rider und Alice – beide in Zusammenarbeit mit Tom Waits – und mit Time Rocker und POEtry, die in Zusammenarbeit mit Lou Reed entstanden. Der slowenische Regisseur Tomaž Pandur inszenierte in den Spielzeiten 2000/2001 und 2001/2002 die Trilogie Inferno. Purgatorio. Paradiso nach Dantes La Divina Commedia, die von Kolumbien bis Korea zu sehen war.
Im Juli 2000 wurde das TIK (Thalia in der Kunsthalle) als zweite Bühne geschlossen. Im November 2000 wurde das Thalia in der Gaußstraße eröffnet, eine neue Studiobühne in Hamburg-Altona mit 200 Plätzen und einer variablen Bühne. In wenigen Jahren avancierte dieser Spielort zu einer der ersten Adressen für zeitgenössisches Theater.
Seit dem Beginn der Spielzeit 2009/2010 ist Joachim Lux, zuvor Chefdramaturg am Wiener Burgtheater, Intendant des Thalia Theaters. Das künstlerische Profil des Spielplans bestimmen entschiedene Regie-Handschriften, die kontinuierliche Zusammenarbeit mit internationalen Künstlern, Regisseuren und Autoren sowie ein starkes Ensemble. Es inszenieren regelmäßig namhafte Künstler wie Luk Perceval, Nicolas Stemann, Dimiter Gotscheff, Stefan Pucher, Jan Bosse, Antú Romero Nunes und Jette Steckel. Das Programm vereint neue Stoffe, Themen und Uraufführungen sowie antike Stücke und moderne Klassiker, die sich mit Themen wie der Suche nach innerer und äußerer Heimat und nach kultureller Identität beschäftigen.
Seit 2010 bestreitet das zweiwöchige Theaterfestival „Um alles in der Welt – Lessingtage“ jeweils ab Ende Januar bis Anfang Februar mit vielen internationalen Gastspielen auf sämtlichen Bühnen des Thalia Theaters und an weiteren Orten der Stadt den Thalia-Spielplan. Das internationale Festival beschäftigt sich, ausgehend von Lessings aufklärerischen Gedanken, mit interkulturellen Themen und hat Jahr für Jahr immer neue Schwerpunkte. Schnell konnte sich das Festival in der Hamburger Kulturlandschaft etablieren.
Bisher konnten mehrere Inszenierungen der Ära Lux große Erfolge feiern: So wurde die Inszenierung von „Die Kontrakte des Kaufmanns. Eine Wirtschaftskomödie“ von Elfriede Jelinek in der Regie von Nicolas Stemann 2010 zum Berliner Theatertreffen eingeladen. 2012 wurde „Faust I + II“, ebenfalls in der Regie von Nicolas Stemann, von den Berliner Festspielen geehrt, sowie 2013 die Produktion „Jeder stirbt für sich allein“ nach dem Roman von Hans Fallada in der Regie von Luk Perceval.

## Weitere Auszeichnungen (Auswahl)
- „Jeder stirbt für sich allein“ (nach dem Roman von Hans Fallada, Regie Luk Perceval): Berliner Theatertreffen 2013
- „Faust I + II“ (von Goethe, Regie Nicolas Stemann): Berliner Theatertreffen 2012
- „Faust I+II“: Theater heute Inszenierung des Jahres 2012
- „Immer noch Sturm“ (von Peter Handke, Regie Dimiter Gotscheff): Deutschsprachiges Stück des Jahres 2012, theater heute
- „Immer noch Sturm“: Mülheimer Dramatikerpreis 2012
- Peter Handke: Wiener Theaterpreis „Nestroy“ für „Immer noch Sturm“ als bestes Stück ausgezeichnet
- Sebastian Rudolph: Schauspieler des Jahres 2012
- Jens Harzer Schauspieler des Jahres 2011
- „Die Kontrakte des Kaufmanns. Eine Wirtschaftskomödie“ (von Elfriede Jelinek, Regie Nicolas Stemann): Berliner Theatertreffen 2010

## Gastspiele
Das Thalia Theater war mit seinen Produktionen auf Gastspielreise in ganz Europa, New York, Hongkong, Bogotá und Rio de Janeiro, zuletzt in Shanghai und Peking, sowie beim Budapester Frühlingsfestival und beim Festival d’Avignon. Eine Reihe von Fernsehaufzeichnungen und Einladungen zum Berliner Theatertreffen oder den Wiener Festwochen belegen den Erfolg des Theaters über viele Jahre hinweg.

## Weitere Projekte
Mit weiteren Projekten richtet sich das Thalia Theater international aus und bietet ein Programm für eine moderne, interkulturelle Stadtgesellschaft.
Thalia International begrüßt Menschen mit Zuwanderungsbiografien und deren deutsche Freunde mindestens einmal im Monat zu Einführungen und Nachgesprächen von Stücken mit Dramaturgen. Das Thalia Theater will sich in der Stadt mit interkulturellen Institutionen, die den Hamburgern mit Zuwanderungsgeschichte bekannt sind, vernetzen.
Außerdem bietet das Thalia Theater einmal pro Monat ein Stück aus seinem Repertoire mit englischen Übertiteln an.
Thalia Pfadfinder richtet sich an junge Erwachsene zwischen 18 und 30 Jahren mit Migrationshintergrund, die das Theater als Ort der Debatten um Gesellschaft, Demokratie und Werte entdecken sollen. Es werden Theaterworkshops zu ausgewählten Inszenierungen angeboten. Außerdem reflektieren die Teilnehmer während der Lessingtage das Festival tagesaktuell auf der Thalia Homepage in einem Lessingtagebuch online.
Das Thalia Theater ist Veranstaltungsort für den Studio Hamburg Nachwuchspreis.

## Nachtasyl
Unter dem Dach des Thalia Theaters liegt die Theaterbar Nachtasyl. Es finden dort Konzerte, Lesungen und spezielle Aufführungen statt.